# Challenge Desgrange-Colombo
De Challenge Desgrange-Colombo was een competitie waarbij in diverse wielerwedstrijden punten gescoord konden worden voor een totaalklassement. Het kan gezien worden als een voorloper van de wereldranglijst en de UCI ProTour. Het was genoemd naar de oprichters van de Ronde van Frankrijk en de Ronde van Italië. Deze competitie liep van 1948 tot 1958. In 1958 werd de competitie opgevolgd door de Super Prestige Pernod. De eerste editie werd gewonnen door Briek Schotte. Recordwinnaars waren Ferdi Kübler en Fred De Bruyne die het eindklassement allebei drie keer in de wacht wisten te slepen. Met vijf eindzeges - Schotte, De Bruyne (3) en Stan Ockers - was België het succesvolste land in de Challenge Desgrange-Colombo. De beste Nederlandse prestatie was een achtste plaats van Wout Wagtmans in 1953.

## Koersen
| Koers                 | In CDC    |
| --------------------- | --------- |
| Milaan-San Remo       | 1948–1958 |
| Ronde van Vlaanderen  | 1948–1958 |
| Parijs-Roubaix        | 1948–1958 |
| Waalse Pijl           | 1948–1958 |
| Ronde van Italië      | 1948–1958 |
| Ronde van Frankrijk   | 1948–1958 |
| Parijs-Brussel        | 1948–1958 |
| Parijs-Tours          | 1948–1958 |
| Ronde van Lombardije  | 1948–1958 |
| Ronde van Zwitserland | 1949–1958 |
| Luik-Bastenaken-Luik  | 1951–1958 |
| Ronde van Spanje      | 1958      |

## Puntenverdeling
In 1948 en 1949 kreeg de top-25 in elke koers punten (30, 26 en aflopend 23-1 punt). Vanaf 1950 waren er slechts punten voor de top-15 in elke koers (20, 17, 15, 13 en aflopend 11-1 punt). In de Rondes van Italië en van Frankrijk kregen de coureurs dubbele punten. Er werd ook een landenklassement opgemaakt, dat bestond uit de resultaten van de vijf beste renners per koers.

## Winnaars

### Individueel
| Jaar | Eerste           | Tweede                      | Derde           | Vierde           | Vijfde                                           |
| ---- | ---------------- | --------------------------- | --------------- | ---------------- | ------------------------------------------------ |
| 1948 | Briek Schotte    | Fermo Camellini             | Gino Bartali    | Fiorenzo Magni   | Vito Ortelli                                     |
| 1949 | Fausto Coppi     | Gino Bartali Fiorenzo Magni |                 | Nedo Logli       | Adolfo Leoni                                     |
| 1950 | Ferdi Kübler     | Fiorenzo Magni              | Hugo Koblet     | Fausto Coppi     | Gino Bartali                                     |
| 1951 | Louison Bobet    | Ferdi Kübler                | Fiorenzo Magni  | Hugo Koblet      | Gino Bartali                                     |
| 1952 | Ferdi Kübler     | Fausto Coppi                | Stan Ockers     | Briek Schotte    | Jean Robic                                       |
| 1953 | Loretto Petrucci | Louison Bobet               | Stan Ockers     | Pasquale Fornara | Ferdi Kübler                                     |
| 1954 | Ferdi Kübler     | Raymond Impanis             | Louison Bobet   | Germain Derycke  | Roger Decock Stan Ockers                         |
| 1955 | Stan Ockers      | Louison Bobet               | Jean Brankart   | Hugo Koblet      | Germain Derycke                                  |
| 1956 | Fred De Bruyne   | Stan Ockers                 | Jean Forestier  | André Vlayen     | Louison Bobet Jef Planckaert Rik Van Steenbergen |
| 1957 | Fred De Bruyne   | Raymond Impanis             | Gastone Nencini | Louison Bobet    | Miguel Poblet                                    |
| 1958 | Fred De Bruyne   | Rik Van Looy                | Charly Gaul     | Miguel Poblet    | Ercole Baldini                                   |

### Landenklassement
| Jaar | Eerste    | Tweede    | Derde     |
| ---- | --------- | --------- | --------- |
| 1948 | Italië    | België    | Frankrijk |
| 1949 | Italië    | België    | Frankrijk |
| 1950 | Italië    | Frankrijk | België    |
| 1951 | Frankrijk | Italië    | België    |
| 1952 | Italië    | België    | Frankrijk |
| 1953 | Italië    | België    | Frankrijk |
| 1954 | België    | Italië    | Frankrijk |
| 1955 | België    | Frankrijk | Italië    |
| 1956 | België    | Frankrijk | Italië    |
| 1957 | België    | Frankrijk | Italië    |
| 1958 | België    | Italië    | Frankrijk |